# Gérard Mannoni
Gérard Mannoni (Bastia, 1 de enero de 1928-Viry-Châtillon, 1 de abril de 2020) fue un escultor francés.

## Biografía
Nacido en Bastia, Mannoni pasó su infancia en París. Estudió en la École des métiers d'art, la École nationale supérieure des beaux-arts, la Académie Julian y la Académie de la Grande Chaumière. Trabajó en los talleres de Marcel Gimond, Hubert Yencesse y Ossip Zadkine. 
Mannoni realizó su primera exposición grupal en la Galerie Breteau en un grupo con André Bloc, Robert Jacobsen, Marino Di Teana, Claude Parent y entre otros.

## Fallecimiento
Gérard Mannoni murió el 1 de abril de 2020 en Viry-Châtillon a la edad de 92 años debido a COVID-19 causado por el virus del SARS-CoV-2 durante la pandemia de enfermedad por coronavirus. 

## Exposiciones
- Galerie Colette Allendy, París (1958)
- Biennale de Paris (1959)
- Bienal de Venecia (1970)
- "Escultura francesa contemporánea", Australia, Nueva Zelanda, México (1973)
- Esculturas en metal en el ayuntamiento de La Rochelle (1981)
- Fuente en Place Jacques Brel, Guyancourt (1985)